# Drept de cetate

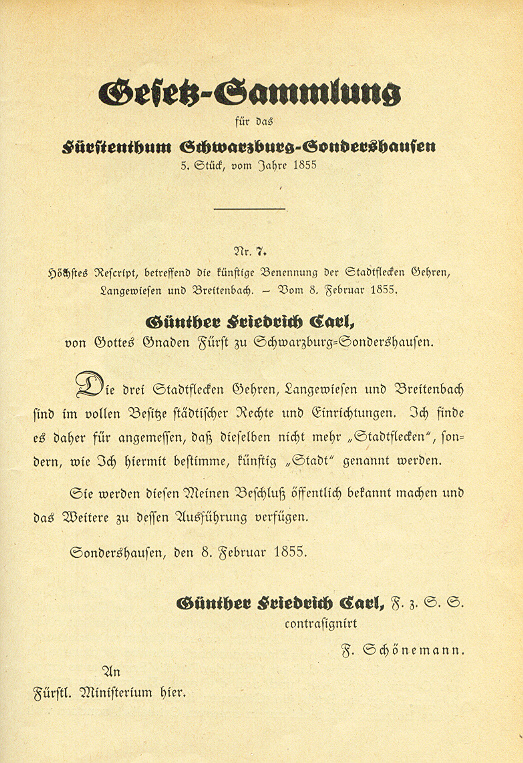
Drept de cetate

Drept de cetate numit în Occident și Privilegiu de oraș (engleză Town privileges) privilegiu care putea fi acordat numai de un monarh, prin care se stabileau drepturile de exemplu de a fortifica orașul, sau de avea un târg. Legile celor 12 table au marcat inceputul procesului de transformare a vechiului drept gentilic roman intr-un drept de cetate.
«Dreptul de cetate» ortodocșii nu-l aveau, așa că nu puteau să-și ridice biserici decât în afara orașului.